# Erdoğan Bayraktar
Erdoğan Bayraktar török politikus, miniszter (Trabzon, 1948. október 10. –). Recep Tayyip Erdoğan kormányában volt a környezetvédelmi és várostervezési miniszter 2011. július 6. óta, valamint Trabzon parlamenti képviselője (AKP). 2013. december 25-én – a kirobbant korrupciós vádak miatt – mindkét hivataláról lemondott.

## Életrajz
Az Isztambuli Egyetem Építőmérnöki Karán szerzett diplomát.
1977-1979 között katonai szolgálatát teljesítette (ez idő alatt 6 ezer katonai lakás megalkotásában vett részt), később vállalkozóként 21 évet töltött a magánszektorban; ez utóbbi eredményeként részt vett több mint 3 ezer lakás, irodahelyiség és ipari létesítmény tervezésében (elsősorban Eskişehir, Afyon, Kütahya és Balıkesir tartományok térségében).
1995–1999 között az isztambuli önkormányzat KİPTAŞ leányvállalatának volt a vezérigazgatója.
1999-ben az Egyesült Államokban 10 hónapos idegennyelvi képzésben részesült, majd több európai országban tanulmányozta a különféle építési technológiákat.
2000–2001 között az ankarai önkormányzat Metropol İmar A.Ş., 2002-ben ugyanitt a PORTAŞ nevű cégének volt a vezérigazgatója, ezt követően 2011-ig a Toplu Konut İdaresi (TOKİ, Miniszterelnökségi Lakásépítési Hivatal) vezetője volt.

## A 2013-as korrupciós botrány
2013. december 17-én fiát, Abdullah Oğuz Bayraktart letartóztatták a korrupciós vádak kapcsán indult nyomozás eredményeként.
Erdoğan Bayraktar december 25-én délután lemondott mind a miniszteri, mind a parlamenti képviselői tisztségéről; egyben kijelentette, hogy Recep Tayyip Erdoğan miniszterelnöknek is le kellene mondania a kialakult helyzetben.

## Magánélete
Nős, öt gyermeke van.

## Fordítás
- Ez a szócikk részben vagy egészben  az   Erdoğan Bayraktar című török Wikipédia-szócikk fordításán alapul.  Az eredeti cikk szerkesztőit annak laptörténete sorolja fel. Ez a jelzés csupán a megfogalmazás eredetét és a szerzői jogokat jelzi, nem szolgál a cikkben szereplő információk forrásmegjelöléseként.
- Ez a szócikk részben vagy egészben  az   Erdoğan Bayraktar című angol Wikipédia-szócikk fordításán alapul.  Az eredeti cikk szerkesztőit annak laptörténete sorolja fel. Ez a jelzés csupán a megfogalmazás eredetét és a szerzői jogokat jelzi, nem szolgál a cikkben szereplő információk forrásmegjelöléseként.